# Paroaria
A Paroaria  a madarak osztályának verébalakúak (Passeriformes) rendjébe és a tangarafélék (Thraupidae) családjába tartozó nem.

## Rendszerezésük
A nemet Charles Lucien Jules Laurent Bonaparte francia ornitológus írta le 1832-ben, az alábbi fajok tartoznak ide:
- koronás kardinális (Paroaria coronata)
- dominikánus kardinális (Paroaria dominicana)
- álarcos kardinális (Paroaria nigrogenis)
- vörössapkás kardinális (Paroaria gularis)
- vöröslábú kardinális (Paroaria capitata)
- Paroaria xinguensis[1] vagy Paroaria baeri xinguensis[2]
- Paroaria baeri

## Előfordulásuk
Dél-Amerika területén honosak. Természetes élőhelyeik a szubtrópusi és trópusi erdők, szavannák és cserjések.

## Megjelenésük
Testhosszuk 16-19 centiméter közötti.